# Weekendbladet
Weekendbladet är en gratistidning som startades i slutet på 2004. Tidningen ges ut femton gånger om året och distribueras till villaägare i nordöstra Stockholm. Under april 2008 utökas området även till Järfälla kommun och Sollentuna kommun. Tidningen skriver bland annat om nöje, underhållning, mat & vin, hästar, film, kultur, resor, hem & inredning. Den innehåller också intervjuer med diverse kändisar och reportage där reportrarna har testat olika aktiviteter. 
Tidningen införde i mars 2008 även Nyheter i korthet, lokala nyheter i sammandrag.
Weekendbladet ger samtidigt ut Sveriges största gratis motortidning, WB Motor. Weekendbladet startade under mars 2008 lokal webb-tv på dess webbplats. Där presenteras bland annat lokala nyheter från Vallentuna kommun, Täby kommun, Danderyds kommun, Åkersberga, Sollentuna kommun, Upplands-Väsby kommun och Järfälla kommun.
Redaktionen består av:
- Chefredaktör Peter Pettersson
- Håkan Mossberg
- Thore Flygel
- Lotta Pettersson
- Annika Granberg

samt ett flertal frilansare.
Ägare Är WB Media i Vallentuna. 